# قشلاق شاه خانم گل آقا
قشلاق شاه خانم گل آقا یک روستا در ایران است که در استان اردبیل واقع شده‌است.